# Format de fitxer d'imatge
|  | No s'ha de confondre amb Format del sensor d'imatge. |

Els formats de fitxers d'imatge es poden dividir en formats que contenen mapes de bits i formats que contenen gràfics vectorials. Al seu torn, els formats d'emmagatzematge de gràfics de mapes de bits, es poden dividir, segons el nivell de compressió obtingut, en els que empren algorismes de compressió sense pèrdues, i els que fan servir algorismes de compressió amb pèrdues.

## Formats gràfics de mapa de bits
Emprant compressió amb pèrdues:
- AVIF: un format contenidor d'imatges de mapa de bits amb un alt nivell de compressió i fidelitat.[1]
- DjVu: un format creat per emmagatzemar documents escanejats en forma electrònica,
- JPEG (Joint Photographic Experts Group): sens dubte el format d'arxiu gràfic més popular amb compressió amb pèrdues; s'utilitza tant a Internet (compatible amb gairebé tots els navegadors) com en càmeres digitals
- JPS (JPG Stereo): el format més popular per presentar imatges estereoscòpiques, les imatges per als ulls dret i esquerre es guarden de costat.
- JPEG 2000 - una nova versió del format JPEG, que ofereix una millor compressió.
- JPEG XR - una alternativa computacionalment més lleugera a JPEG 2000, presentada l'any 2009.
- TIFF (Format d'arxiu d'imatges etiquetades): un format d'arxiu gràfic popular que proporciona molts tipus de compressió (tant amb pèrdues com sense pèrdues) i permet emmagatzemar el canal alfa.
- WebP: és un format gràfic en forma de contenidor, que suporta tant compressió amb pèrdua com sense ella.[2][3]

Emprant compressió sense pèrdues:
- TIFF - vegeu més amunt
- PNG (gràfics de xarxa portàtils): un format gràfic popular (sobretot web); suportat per la majoria de navegadors web; admet el canal alfa,
- GIF (Format d'Intercanvi de Gràfics): un format gràfic popular (sobretot a la web); suportat per gairebé tots els navegadors web; pot emmagatzemar moltes imatges en un sol fitxer, creant-ne una animació; admet la transparència monocroma (total transparència o no),
- BMP: ofereix la gravació amb compressió RLE o sense compressió (més comú), usada, entre d'altres per MS Paint
- FLIF: format de gravació de gràfics de ràster que ofereixen compressió sense pèrdues, els fitxers d'aquest format són molt més petits en comparació amb els fitxers en formats PNG, JPEG, BPG o WebP; (la recerca en aquest format encara no s'ha completat)

Sense compressió:
- XCF (eXperimental Computing Facility) - mapa de bits GIMP; pot emmagatzemar diverses capes,
- XPM: format d'estalvi de fitxers amb caràcters ASCII,
- PSD - mapa de bits d'Adobe Photoshop; pot emmagatzemar diverses capes.

## Formats de gràfics vectorials
- SVG (gràfics vectorials escalables): format basat en XML ; promogut com a estàndard de gràfics vectorials; et permet crear animacions,
- CDR (Corel Draw): un format patentat per Corel Corporation
- SWF (Adobe Flash): format gràfic vectorial popular a Internet; et permet crear animacions i fins i tot aplicacions senceres,
- EPS (PostScript encapsulat): format PostScript amb restriccions
- AI - extensió del format de fitxer vectorial Adobe Illustrator intern.

## Formats de fitxers CAD
- DGN
- DWF
- DWG: format de fitxer creat per AutoCAD
- DXF
- IGES
- STL
- PRT : format de fitxer creat pel programa Unigraphics